# 藤井梨央
藤井 梨央（ふじい りお、1999年3月4日 - ）は、日本の元アイドル、元歌手で、ハロー!プロジェクトに所属していたこぶしファクトリーの元メンバー。グループ結成時からサブリーダーを務めた。公式ニックネームはりおりお、藤丼、イーヨー。メンバーカラーはマスタード。
愛知県出身。血液型B型。アップフロントプロモーションに所属していた。

## 略歴
2010年
- モーニング娘。9期メンバーオーディションを受けるも落選。

2011年
- 6 - 8月、スマイレージ新メンバーオーディションを受け、3次合宿審査まで中西香菜、竹内朱莉、田村芽実、勝田里奈、宮本佳林、小田さくら、宮崎由加らとともに残るが惜しくも落選。

2013年
- 5月、ハロプロ研修生に加入[3]。
- 5月5日、中野サンプラザにて開催された『ハロプロ研修生 発表会2013 〜春の公開実力診断テスト〜』にて田中可恋・三瓶海南・真城佳奈・井上ひかる・稲場愛香とともに新メンバーとして紹介された[4]。

2014年
- 4月 - 6月、℃-uteコンサートツアー2014春〜℃-uteの本音〜に、浜浦彩乃、室田瑞希、山岸理子、牧野真莉愛とともにチャレンジアクトとして帯同[5]
- 5月4日、『ハロプロ研修生 発表会2014〜春の公開実力診断テスト〜』にてスマイレージの「旅立ちの春が来た」を披露する[6]。
- 10月 - 12月、Berryz工房デビュー10周年記念コンサートツアー2014秋〜プロフェッショナル〜に、田口夏実、野村みな美、段原瑠々、船木結とともにチャレンジアクトとして帯同[7][8]

2015年
- 1月2日、ハロー!プロジェクトのコンサートツアー『Hello! Project 2015 WINTER』中野サンプラザ公演にて新ユニット（同年2月25日に「こぶしファクトリー」と命名）の結成が発表され、そのメンバーとなる[9]。新ユニットに選出されたメンバーの中では最年長だった。
- 3月8日、『ハロプロ研修生 発表会 2015〜3月の生タマゴShow!〜』にてこぶしファクトリーのサブリーダー就任が発表された[10]。
- 6月3日公開の『ハロ！ステ#120』にてメンバーカラーが「マスタード」であることを発表[11]。
- 6月14日、『ハロプロ研修生 発表会 2015〜6月の生タマゴShow!〜』にてこぶしファクトリーが、同年秋にメジャーデビューすることが発表された[12]。

2017年
- 5月12日、『Hello! Project 2017 SUMMER』をもってこぶしファクトリーおよびハロー!プロジェクトから卒業することを発表。卒業後は学業に専念し教師、保育士への道に進む方向[13][14]。同年9月2日付を以ってグループを卒業する予定だった[15]。
- 7月6日、所属事務所が専属マネージメント契約の途中解約を発表（事実上の芸能界引退）。藤井本人に関してハロー!プロジェクトのルールに反する事案が発覚し、改善するよう約束を取り交わしたが果たされず、責任あるマネージメントを継続することが困難と判断し、本人及び親権者と協議した上で途中解約に至ったとした[16]。

## 人物
- 元々ハロー!プロジェクトの大ファンでスマイレージのほかにモーニング娘。のオーディションも受けたことがある。
- 2011年に行われた、スマイレージ（当時）のオーディションで合宿審査以上にまで進出するが落選している。このオーディションと前後する時期には、地元の愛知県でチアリーディングをしていた。
- 同オーディションで落選したものの、その後もハロー!プロジェクトでの活動を強く希望していたため、研修生のオーディションを受けて、2013年にハロプロ研修生入りした。スマイレージオーディションの合宿審査の宿泊室では、当時、宮本佳林、小田さくらと同室で、宮本が当時現役のハロプロエッグメンバーで、小田が後にハロプロエッグ加入を経てモーニング娘。の11期メンバーとなったため、それを受けてハロプロ研修生に加入したいと考えたようである。
- スマイレージ（当時）のメンバーでは福田花音のファンであり、前述のオーディションの際には、ダンス審査で福田パートを踊っている。
  - この際、振りが大きいとダンス指導を担当したコレオグラファーのYOSHIKOから注意を受けていたが、自信がないと思われるのが嫌だという理由により、結果的にそれを無視することになった。後に、2014年の公開実力診断テストの際につんく♂からこの点が引っ掛かっていたことをコメントの中で明らかにしており、年齢が上がって（オーディション当時は中学1年生、この回の公開実力診断テストの時は高校1年生）、当時から比べて少し落ち着いてきた、と発言している。
- 中日ドラゴンズのファンで、チアリーディングチーム「チアドラゴンズ」でレッスンを受けていたことがある[17]。藤井淳志のファン[18]。
- ℃-uteの矢島舞美の熱狂的なファンとして知られる。
- 上記のとおり、藤井も先輩である矢島を尊敬している。『℃-uteコンサートツアー2014春〜℃-uteの本音〜』で発売された矢島のソロマフラータオルを愛用している[19]。
- 2015年3月23日、こぶしファクトリー公式ブログ開設時に「℃-uteの矢島舞美さんのように毎日更新しますよ!」と宣言し、ブログを毎日更新し続けている（2015年10月24日現在）[20][21]。
- ニックネーム「イーヨー」の名付け親は℃-uteの岡井千聖[21]。
- 特技は器械体操でハンドスプリングやバック転ができる。
- 足が速く、一番速い時は50m6秒7であった。
- 中学時代はハンドボール部に所属しており、ポジションは右サイドだった[22]。
- 一人称は「わたし」「りお」。
- ゴールデンレトリバーのシャーリー（メス）を飼っている[23]。
- 世界の国旗を全て覚えている。 一番好きなデザインはセーシェル共和国[24]。
- UFOを目撃したことがある[25]。
- お笑いが好きでルミネtheよしもとにも足を運んでいる[26][27]。好きなテレビ番組はアメトーーク[28]。
- 部屋の片付けが苦手。
- 好きな言葉は「努力をして結果が出ると、自信になる。努力をせず結果が出ると、傲りになる。努力をせず結果が出ないと、後悔になる。努力をして結果が出なかったとしても、経験になる。」
- 好きな食べ物はネギ、好きな飲み物はココア[29][30]。
- こぶしファクトリー内のライバルとして広瀬彩海と浜浦彩乃を、またハロープロジェクト内での同世代でのライバルとしてカントリー・ガールズの稲場愛香と船木結を挙げている。
- 研修生当時、ライバルは同期全員と発言していた。その同期研修生のうち、稲場は、同時期に藤井をライバルに挙げていた。

## 作品

### CD

#### インディーズシングル
- ハロプロ研修生「おへその国からこんにちは/天まで登れ!」（2013年12月20日発売 DVDシングル）[31]
- こぶしファクトリー「念には念/サバイバー」（2015年3月26日発売 DVDシングル DVD+CD）[32]

#### インディーズアルバム
- ハロプロ研修生『① Let's say “Hello!”』（2014年12月6日 生タマゴShow!＠Zepp東京 先行販売 CDアルバム）[33]

### DVD/Blu-ray
- ハロプロ研修生密着 2013年冬（2014年3月14日先行販売 DVD）[34]
- Hello! Project ひなフェス 2014〜Full コース〜＜メインディッシュはモーニング娘。’14です。＞（2014年7月30日発売）[35]
- Hello! Project ひなフェス 2014〜Full コース〜＜メインディッシュは℃-uteです。＞（2014年7月30日発売）[36]
- ℃-uteコンサートツアー2014春〜℃-uteの本音〜（2014年10月8日発売）[37]

### 映像作品
- Greeting〜藤井梨央・小川麗奈〜（2017年2月23日、UP-FRONT WORKS）[38][39]

## 出演

### 舞台
- 演劇女子部 ミュージカル「Week End Survivor」（2015年3月26日 - 4月5日、シアターグリーン BIG TREE THEATER）[40] - タケシ 役[41]
- JKニンジャガールズ（2017年2月23日 - 3月4日、全労済ホール/スペース・ゼロ）[42][43] - 黒瀬アカネ 役

### 映画
- 映画版 JKニンジャガールズ（2017年7月17日公開、東映）[42][44] - 黒瀬アカネ 役

### イベント
- さわやか五郎 34thバースデーイベント（2016年9月26日、パシフィックヘブン）[45][46][47] - MC

## 書籍

### 写真集
- 藤井梨央・小川麗奈(こぶしファクトリー)ミニ写真集『Greeting-Photobook-』（2017年3月25日、オデッセー出版）[48]